# パンケトー

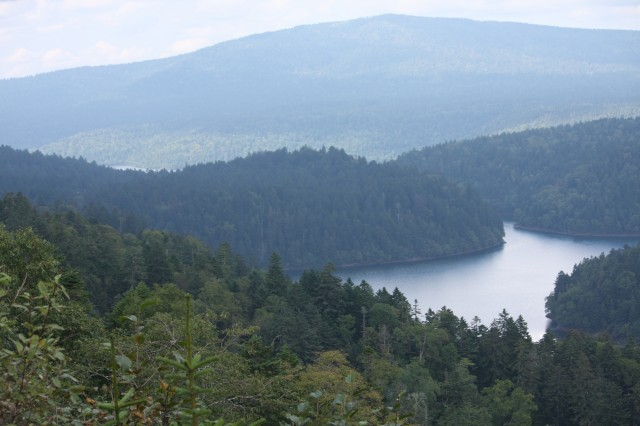
双湖台より見たパンケトー（左上）とペンケトー（右下）

パンケトーは、北海道東部、釧路市にある淡水湖である。パンケトーの湖水は阿寒湖に注いだ後、最終的には阿寒川に流出する。

## 地理
雄阿寒岳の北東麓に広がる。
- 流入河川 :上イベシベツ川、中ノ沢川、三の沢
- 流出河川 :イベシベツ川を通じて阿寒湖へ流出する。

## 歴史
土砂の堆積により形成された堰止湖である。かつては現在の阿寒湖、ペンケトーと一体で古阿寒湖を形成していたが、土砂の堰き止めにより3つの湖に分かれたと考えられている。
湖の名前はアイヌ語のパンケ・トー（＝下の・湖）に由来する。パンケトーに対し、上流のペンケトーはアイヌ語のペンケ・トー（＝上の・湖）に由来する。

## 自然
湖の周辺は阿寒摩周国立公園の特別保護地区に指定され、開発は厳しく制限されている。
地元の漁協がヒメマスの放流を行い、漁獲を得ている。その他は湖岸への到達自体が困難であるため、湖への接近が困難で人があまり立ち入らず、湖の周辺は原生林のままになっている。ヒグマの生息地でもある。

## 湖岸への到達手段
前田一歩園財団が管理する、阿寒湖西岸の林道が唯一の湖岸への到達手段である。漁協による湖の利用や学術調査等の目的を除き、林道への車両の乗り入れは禁止されている。パンケトーの湖岸はこの林道沿いにあるため、陸路で湖に接近するのは困難である。